# 超時空接觸
《超时空接触》（英語：Contact）是1997年的美国科幻电影，由罗伯特·泽米基斯执导，根据科学家、科幻小说家卡尔·萨根的同名小说改编，卡尔本人及夫人安·德鲁彦一起为本片撰写剧本故事梗概。朱迪·福斯特在片中出演女主角，首位发现并证实外星文明存在证据的搜寻地外文明计划科学家艾莲诺·“艾丽”·阿诺威博士，也是首位与外星文明接触的人。片中其他主要演员包括马修·麦康纳、詹姆斯·伍兹、汤姆·斯凯里特、威廉·菲德内尔、约翰·赫特、安吉拉·贝塞特、大衛·摩斯和罗伯·劳。
卡尔·萨根和安·德鲁彦早在1979年时就开始电影构思等前期工作，他们一起完成了超过100页的电影剧情大纲，并联系了华纳兄弟公司的彼得·古柏和琳达·奥伯斯特来担任电影的制片人。但由于技术、资金等多方面的原因，影片正式开拍的计划一直没能提上日程。1985年，卡尔·萨根正式出版了科幻小说《接触》，获得了很大的成功，在当年美国所有出版发行书籍中销量名列第7位。小说的成功也让改编电影的面世带来了新的希望，罗兰·约菲和乔治·米勒均有计划执导本片。但好事多磨，罗兰于1993年放弃了拍摄本片的计划，而乔治则于1995年因故被华纳兄弟公司开除。最终，罗伯特·泽米基斯脱颖而出成为了本片的导演，影片于1996年9月开拍，1997年2月结束，片中的绝大多数视觉特技都是由索尼图形图像动作公司制作完成的。
《超时空接触》最终于1997年7月11日正式发行上映，获得了不少专业影评人的正面评价，全球票房收入约1.71亿美元。影片获得来自奥斯卡奖、金球奖、雨果奖、土星奖等多个权威电影奖项肯定的同时，也受到了来自从当时的美国总统比尔·克林顿领导的联邦政府行政部门到有线新闻网的争议，并且引发了分别来自乔治·米勒和另一位电影导演、编剧、制片人弗朗西斯·福特·科波拉的法律诉讼。

## 剧情
在父亲的鼓励和指导下，艾莲诺·“艾丽”·阿诺威（朱迪·福斯特饰）从小就对天文学产生了浓厚的兴趣，以优异成绩从麻省理工学院毕业并取得博士学位后，她成为一位搜寻地外文明计划的科学家并开始在阿雷西沃山谷中的阿雷西博天文台工作。每天，她的主要工作就是利用电台监听各个波段的信息，希望可以找到来自地外生命发来的訊号。不过由于认为这样的努力是在白白浪费有限的资源，政府主管部门的科学家大卫·杜姆林（汤姆·斯凯里特饰）停止了对这一项目的资助。不过艾丽却意外地得到了一位名为·海登（约翰·赫特饰）的神秘亿万富豪企业家的帮助，原来他一直都在关注艾丽的成长和其事业的发展。海登的巨额资助让艾丽有机会来到位于新墨西哥州索科罗县的甚大天线阵继续自己的研究工作。
4年后，正在杜姆林打算关闭搜寻地外文明计划时，艾丽发现了一系列来自织女星的强烈信号，这些信号以音频形式出现，并且不断重复2-101之间从小到大的所有质数。这一发现引起了杜姆林和国家安全顾问迈克尔·科兹（詹姆斯·伍兹饰）领导的美国国家安全委员会的高度注意，并试图取得对甚大天线阵的管控权。正当艾丽、杜姆林和科兹进行争论时，盲人科学家肯特·克拉克（威廉·菲德内尔饰）从最初发现的音频信号中听出有其它内容，经过解码处理后最终发现这是一段阿道夫·希特勒在1936年柏林奥运会上致辞的影片信息。艾丽和杜姆林推测，这段信号出现是因为1936年柏林奥运会开幕时，当时的德国元首希特勒为了展示德国强大的科技实力而进行的第一次向全世界甚至外太空发送电视转播信号。该信号经过26年时间后到达26光年外的织女星，又被当地的智慧生命传回，再经26年后才到达地球，其意思相当是：“我们听到了”。
这一系列惊人的发现很快传遍了全世界，经过进一步地分析和解码，科学家们发现这些信息中包含了超过6万页各不相同看起来似乎是某种工业设计图纸的信息，但却一直苦于找不到破解密码以便看懂这些信息的方法。这时海登又一次帮了大忙，他将艾丽请到自己的私人专机上，并且详细解释了解码的方法。通过3D视图进行解码后，所有的信息都顺利得到了分解，这些信息看起来似乎是用于制造某种机器的蓝图。机器的主体由三个巨大的环组成，机器动作的方式似乎就是将一个装有人的圆形容器从三个不断放置的环上放下去，但是没有人能肯定接下来会怎么样。
世界各国开始集资在位于佛罗里达州南部布里瓦德郡卡纳维拉尔角的肯尼迪航天中心第39号发射复合体处建造这台机器。一个由各国科学家及领导人组成的委员会也开始挑选执行这次任务的候选人。虽然艾丽是最优先考虑的几名人选之一，但一位之前曾与她在波多黎各短暂邂逅并有过私人交往的基督教哲学家帕尔默·乔斯（马修·麦康纳饰）在听证会上对她的宗教信仰提出了疑问。最后，由于艾丽并不信教，她失去了委员会中大多数成员的支持，最终，大卫·杜姆林成为了此次任务的执行人。但就是机器进行测试的这天，一位宗教极端主义者在全身绑满炸药并混入了机器内部，最终引爆了炸弹，导致包括杜姆林在内的多名工作人员遇难。
正在全世界都陷入悲痛中，艾丽也有些心灰意冷的时候，海登又一次联络了她。告诉她其实在日本的北海道还建有另外一台一模一样的机器，并且艾丽可以成为这台机器的试飞员，艾丽立即动身前往北海道。为了避免再出现类似的事故，北海道的安保工作极其严格，甚至拒绝了任何媒体的现场采访、记录要求。
临行前，国家航空航天管理局的科学家交给了艾丽一颗在某些极端、特殊情况下可能派上用场的自杀药丸。终于，她头戴摄影记录镜头走进了一个密封的容器之中，经过倒数，容器从三个不断旋转的巨大圆环间落下，艾丽似乎进入了一系列虫洞之中进行高速的穿梭。最终，她来到了一个看起来似乎与自己童年时期画过的一幅画非常相似的海滩边，一个模糊的影像逐渐逐渐接近自己，一直走到身前时才看得出来原来竟是她早已因心脏病发而去世的父亲。原来这一切都只是因为外太空的智慧生命认为以这样的方式来与地球人进行接触，应该会更容易被接受。艾丽试图询问对方许多问题，但外星生命都没有正面回答，而只是向她解释了这次旅程只是人类与其他智慧物种间接触所必须的第一步。
艾丽仔细地思考和消化着这样的答案并很快失去了意识。醒来后，她发现自己身处密闭容器的底部，工作人员正在大声叫她的名字试图让她恢复清醒。她之后得知，从除她以外的任何人看来，该容器从圆环上方落下后只是直接落入了之下的大海中的安全网上，似乎什么事情也没有发生。但艾丽坚持认为，自己已经穿越时空，在外太空旅行了约18个小时，可是她的录像设备却只录下了静电干扰。迈克尔·科兹辞去国家安全顾问一职，开始组织并领导一个国会委员会对整个事件进行调查和听证，并且指出这一切很可能不过是前不久刚刚去世的·海登临死前的一个人类历史上最昂贵的恶作剧。在最终举行的听证会上，艾丽无法提供充分的证据来证实自己那一段难以形容的奇妙旅程，但她仍然坚持了自己的意见和信念，最终获得了大众的信任。而另一边，白宫办公厅主任蕾切尔·康士坦丁 （安吉拉·贝塞特饰）发现科兹对听证会隐瞒了一个至关重要的证据：艾丽头戴的录像设备虽然只是录下了静电，但却长达18小时。
影片的最后，艾丽获得了联邦政府的科研基金拨款，在甚大天线阵继续其研究工作。

## 演员
- 朱迪·福斯特饰艾莲诺·“艾丽”·阿诺威博士：首位探测到并证实外星文明存在证据的搜寻地外文明计划科学家，之后还与外星生命进行了接触
- 马修·麦康纳饰帕尔默·乔斯：爱上艾丽的著名基督教哲学家
- 威廉·菲德内尔饰肯特·克拉克：一位热心帮助艾丽的盲人科学家
- 詹姆斯·伍兹饰迈克尔·科兹：美国总统国家安全顾问及之后国会调查听证会的首脑
- 汤姆·斯凯里特饰大卫·杜姆林：美国总统科学顾问
- 约翰·赫特饰S·R·海登：一位身患绝症但热心资助艾丽，并发现外星文明信息破解方法的亿万富翁
- 安琪拉·貝瑟特饰白宫幕僚長蕾切尔·康士坦丁
- 大衛·摩斯饰西奥多·阿诺威：艾丽的父亲
- 罗伯·劳饰理查德·兰克：保守党联盟领袖，这个角色是戏仿美国基督徒联盟（英语：Christian Coalition of America）的小拉尔夫·E·里德（英语：Ralph E. Reed, Jr.）[2]。

## 制作

### 发展
早在1979年时，卡尔·萨根就有了创作《超时空接触》的计划。他的好友琳达·奥伯斯特被电影制片人彼得·古柏雇佣为其创立的卡萨布兰布电影公司担任执行制作人。她向彼得提及了《超时空接触》的一些思路，而彼得则表示有意将之改编为一部电影。截止1980年11月，卡尔与他的夫人安·德鲁彦一起完成了超过100页的电影剧情大纲。安解释道，“卡尔和我的设想是通过小说的形式描绘出（人类与外星生命之间的）接触究竟应该会是什么样的，并最终将宇宙中那些真正伟大的东西传达给观众”。他们将科学与宗教之间的关系通过人类与外星生命接触真实过程中的哲学和智慧的隐喻来加以体现。
卡尔将他的好友，另一位著名理论物理学家基普·索恩有关通过虫洞进行时空旅行的研究融入到电影剧本中，而女主角艾丽·阿诺威博士则是受到搜寻地外文明计划协会的吉尔·塔特博士，凤凰计划的主要负责人的启发。为了扮演好这个角色，朱迪·福斯特亲自与她进行了交谈。吉尔博士同时也是影片剧本的顾问，所以最终影片也真实地描述了这位女科学家从上世纪50年代至70年代间在事业上的奋斗过程。
多位编剧曾为片尾时女主角是否应该有个孩子而展开了辩论，虽然彼得·古柏对卡尔夫妇的故事大纲留下了非常深刻的印象，但他还是请了别的编剧来改写剧本。其中增加了新的角色，包括一位当地山林巡视员出身的宇航员。Peter还建议女主角应该有一个关系较为疏远的十几岁大的儿子，因为他认为这可以让故事情节变得更有深度。“这个女人认为比起他的儿子，有些别的东东更值得她花费时间去仔细倾听”，彼得说，“但是她却始终无法真正接触到自己孩子的内心世界。对我来说，这才是这部电影应该侧重描绘的方面。”不过卡尔夫妇没有同意对剧本做这样的修改。1982年，彼得带着把《超时空接触》拍为电影的计划联系了华纳兄弟公司，但之后由于预算、技术等多方面的原因，电影的开拍被长期搁置了起来，于是卡尔开始着手于将自己的构想写成小说，并最终由Simon & Schuster出版社于1985年9月出版。电影改编的前期准备工作也因1989年彼得离开了华纳兄弟公司而暂告中止。
离开华纳兄弟公司的彼得成为了索尼影视娱乐公司的新任总裁，並试图从华纳手中买断《超时空接触》的电影发行权，但受到了拒绝。巧合的是，1989年，琳达·奥伯斯特被华纳请来担任新的执行制作人并立即开始着手通过雇佣更多的作家来进行影片拍摄的准备工作。
罗兰·约菲被选定作为影片的导演，所选用的剧本则是由詹姆斯·V·哈特改写的版本。不过，在影片即将进入前期制作阶段时，罗兰放弃了，而琳达则雇请迈克尔·戈登伯格重新改写剧本，迈克尔最终在1993年后期完成了第二次的修改稿。这一稿重新引起了华纳兄弟公司将之拍摄为电影的兴趣，导演罗伯特·泽米基斯则被邀请来执导，但他当时打算拍摄另一部根据著名匈牙利籍魔术师哈利·胡迪尼生平改编的电影，因此婉拒了这一提议。“我所看到的剧本除了最后的一页外都非常了不起，”罗伯特回忆道，“（在这一页半中描述的结局里）天空明亮无比，像天使一样的外星人高调亮相。我说，这肯定行不通。”
1993年12月，华纳兄弟公司雇请了乔治·米勒来执导这部影片，《超时空接触》终于进入了前期制作阶段。乔治选定了由朱迪·福斯特扮演女主角，并考虑由拉尔夫·费恩斯扮演帕尔默·乔斯以及琳达·亨特出演美国总统，还增加了外星人在近地太空中环绕地球周围设置激光显示的情节，而迈克尔所改写的另一个版本剧本更是野心勃勃，其中甚至描绘出外星人利用一个巨大的虫洞吞噬了整个地球，并将之传送到了银河系的中心位置。乔治还要求迈克尔在《超时空接触》的剧本中增加教皇这一角色，并将之定位为一个重要的配角人物。华纳兄弟公司原本希望电影可以在1996年圣诞节档期发行上映，但在乔治·米勒执导下，前期制作工作比预想的要长得多。最终，工作室因预算问题、正式开拍日期的推迟，以及乔治坚持要求再增加5个星期的时间用于再进一步修改剧本等多方面原因解雇了这位导演。最终，原本谢绝了这一位置的罗伯特·泽米基斯接受了执导本片的邀请，华纳兄弟公司也同意给予他完全的文艺主控权和最终剪辑权。罗伯特最终选定了由马修·麦康纳扮演帕尔默·乔斯一角，而在1994年就已经被诊断出患有骨髓增生异常综合征的卡尔·萨根则继续为影片的拍摄工作贡献着自己的力量，他亲自举办并邀请剧组的主要成员和大部分演员参加了一次详细介绍天文学历史的学术会议。
此外，在电影的发展过程中，全体制作人员还共同观看了著名导演斯坦利·库布里克的经典科幻片《2001年漫游太空》来获取灵感。

### 拍摄

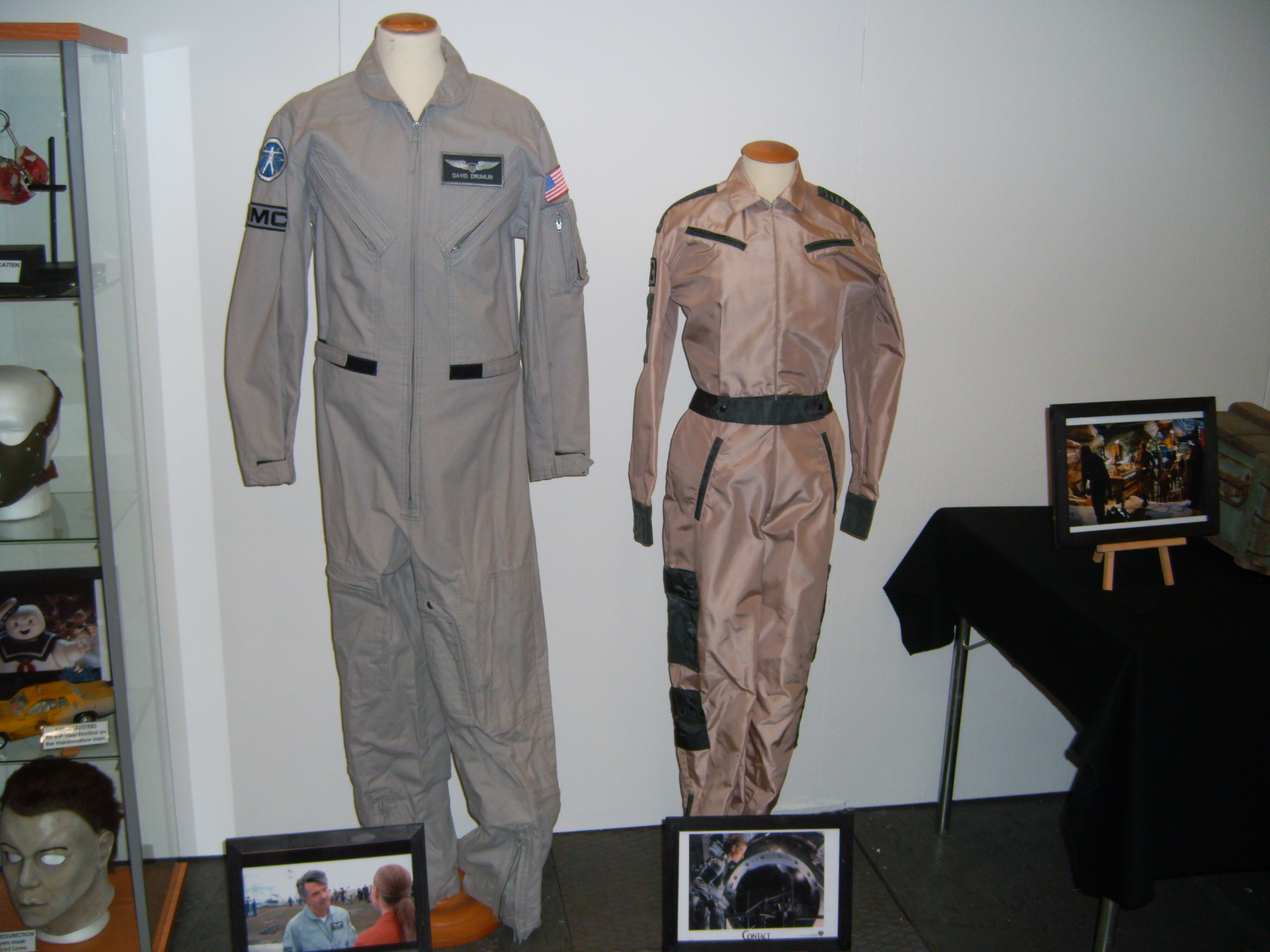
在2011年斯德哥尔摩国际博览会上展出了本片中的制服

《超时空接触》的主要拍摄工作于1996年9月24日开始，1997年2月28日结束。最初开始的拍摄工作是在位于新墨西哥州的甚大天线阵进行的。“在甚大天线阵拍摄无疑是整部影片中最困难但又最引人入胜的，”制片人史蒂夫·斯塔基如是说，“这是个还在不断运作的大型设施，所以为了完成必要的拍摄工作，我们必须先与国家科学基金会进行商讨来获取对设施的控制权，从而将阵列中的所有大型天线按我们需要的那样进行转动，来达到所需要的效果。”经过在新墨西哥州和亚利桑纳州进行的几星期非常艰巨的定点拍摄工作后，《超时空接触》的摄制组回到洛杉矶开始了长达5个月的音效制作及其它定点拍摄工作，华纳兄弟公司位于伯班克的一共9个音场及卡尔弗工作室全部投入使用。艺术指导与室内装饰部门则制作了多达25处布景台。
为了让影片中的故事情节显得更真实，《超时空接触》中还准备了大量将由有线新闻网播音员或主持人说出的台词。超过25位有线新闻网播音员、记者或主持人在片中出镜，包括有线新闻网的王牌节目《拉瑞·金直播》和《交火》。卡尔·萨根的夫人，影片的主创人员之一安·德鲁彦客串出镜，在片中以她自己的身份与罗伯·劳扮演的一位保守派人士展开辩论。
1997年1月，一支拍摄队伍被派往位于波多黎各阿雷西沃山谷中的阿雷西博天文台进行取景拍摄，另一支队伍则被派谴至加拿大取景拍摄。此外，搜寻地外文明计划协会，加州理工学院，甚大天线阵和在哥伦比亚特区在政府协议问题的讨论过程中前白宫幕僚人员都对本片做出了非常积极的技术支持。
卡尔·萨根多次与剧组主创人员会面，并协助完成了影片剧本的最终定稿。1996年12月20日，卡尔不幸逝世，影片的拍摄工作曾短暂暂停，因此《超时空接触》也被称之为是卡尔·萨根最后的遗产，片尾给出了对其致敬的字幕提示。
摄影师唐·伯格斯使用Panavision相机结合大型规格的65毫米VistaVision胶卷制作出失真镜头的效果，拍摄完成了影片中的特技镜头。来自天行者音效公司的音效师则使用Pro Tools软件进行影片中的音效合成。

### 视觉效果
为电影《超时空接触》制作视觉特技效果的工作由8个不同的公司合作完成，其中包括索尼图形图像动作公司、彼得·杰克逊的维塔数码、乔治·卢卡斯的工业光魔公司以及特效联合制作公司。其中维塔数码主要负责制作片中虫洞的相关特效镜头。朱迪·福斯特坦言她对拍摄这些镜头所采用的蓝幕技术非常不习惯，这也是她首次在蓝屏前进行演出。“整个房间里全是蓝色的，蓝色的墙壁，蓝色的天花板，不管什么都是蓝色蓝色蓝色的，”朱迪解释道，“而我就像坐在一个餐桌转盘上跟随着一台计算机控制的机械手臂上的摄像机镜头不断地旋转，这真是很辛苦。”
影片中还利用数字化手段将一段当时的美国总统比尔·克林顿的新闻录像进行更改，变成看上去似乎是在进行有关与外星人取得接触的表述。原本电影的拍摄计划中并没有这一环节，导演曾邀请著名男演员西德尼·波蒂埃在片中扮演总统，但他当时打算在另一部电影中演出而谢绝了。之后不久，导演看到了一段国家航空航天管理局于1996年8月发布的通告“克林顿发表有关火星岩石的演讲”，导演解释道“我敢向上帝发誓看起来就像是为电影量身定做的一样，当他说到‘我们会继续努力倾听它们想要说什么’时，我几乎高兴死了，就这样呆呆地站在那儿，嘴巴张得老大！”
影片中对特技的另一个主要应用就是使用数字化色彩校正技术。这一技术帮助解决了影片在位于新墨西哥州的甚大天线阵拍摄时所遇到的镜头连贯性的问题。“当时的天气真是要我们的老命，所以我们只有回来（再利用色彩校正技术）把镜头中包括天空在内的所有事物的颜色都更改为与电影中所应该有的情况相符。”视觉效果监制肯·拉尔斯通（Ken Ralston）如是说。影片开场时的那一段令人印象深刻的从地球开始渐行渐远，从太阳系到银河系，直到将整个宇宙都呈现在观众眼前的镜头全长约3分钟，是受到1977年的纪录短片《十的幂》（完整影片 （页面存档备份，存于））的启发而制作的。当时这创下了真人出演电影中最长一段完全由电脑成像制作的镜头新纪录，并且截止2013年5月也只被2004年的灾难片《明天之后》超过。
通过解码外星生命发来的信息得到的机器制作蓝图是由肯·拉尔斯通和索尼电影图形图像公司一起制作的，这也是他与导演泽米斯斯之间的第6次合作。索尼图形图像通过使用模型、微缩摄影、数字化电脑合成等技术制作了超过350个视觉效果镜头。对于这台机器的设计，泽米基斯解释道，“在萨根的小说中描述得比较模糊，对于小说来说，这没什么关系。但是在电影中就行不通了，如果你想要建一幢巨大的由外星人设计的物理建筑，你必须要让它看起来真实可信。”他还补充道，“它（这台机器）必须非常庞大，所以观众会感觉这已经大到超过了一般人会去进行设想的尺寸，并且必须要看上去非常真实。”最终这台机器由理念艺术家史蒂夫·伯格（Steve Burg）设计，该设计原本是为詹姆斯·卡梅伦1991年推出的科幻动作片《终结者2：审判日》准备的，该片中同样关系到时空旅行，不过最终影片中并没有使用到这些镜头。
机器上载人吊舱的早期设计是基于小说中的描写，这个吊舱并不是一个标准的几何形状，类似于一个正十二面体或是不规则的十二面形状。最终这个吊舱被修改为一个球形的胶囊状，可以将乘客包裹在其中。导演和摄制团体还几次到卡纳维拉尔角的肯尼迪太空中心参观，这里的官员也允许他们接触未对大部分游客开放的地区。他们还在航天飞机发射前被带到了肯尼迪航天中心39号发射复合体，摄制组在那里专注于电梯的机械部分和装载臂的台架设计，并结合拍下的照片一起应用到了电影中的机器设计和周边配套设施中。等到这样的设计得到导演的认可后，实体建造又开始制作载人吊舱、电梯内部和台架，这些一共花了近4个月的时间才制作完成。其它的特效制作则主要是计算机成像特技，片中希特勒讲话的镜头同样经数字化处理。

### 音乐
电影的原创配乐由曾在《阿甘正传》中与罗伯特·泽米基斯合作过的亚伦·史维斯查谱写，其中绝大部分于1997年8月19日由华纳兄弟唱片公司发行。全部的配乐曲目有约一小时长，发行的CD上则有44分钟的内容，包括所有主要的桥段，不过CD上的部分曲目与电影中的略有不同。
影片所发布的第2区特别版DVD中包含有一个5.1声道的独立配乐音轨，其中包含了电影中的全部配乐段落。
| 超时空接触：电影音乐 | 超时空接触：电影音乐 | 超时空接触：电影音乐 |
| 曲序                 | 曲目                 | 时长                 |
| -------------------- | -------------------- | -------------------- |
| 1.                   | Awful Waste of Space | 1:41                 |
| 2.                   | Ellie's Bogey        | 3:23                 |
| 3.                   | The Primer           | 6:19                 |
| 4.                   | Really Confused      | 1:18                 |
| 5.                   | Test Run Bomber      | 4:25                 |
| 6.                   | Heart Attack         | 1:29                 |
| 7.                   | Media Event          | 1:24                 |
| 8.                   | Button Me Up         | 1:18                 |
| 9.                   | Good to Go           | 5:11                 |
| 10.                  | No Words             | 1:42                 |
| 11.                  | Small Moves          | 5:35                 |
| 12.                  | I Believe Her        | 2:31                 |
| 13.                  | Contact              | 7:58                 |
| 总时长：             | 总时长：             | 44:14                |

### 科学与宗教
《超时空接触》中反复表明影片中人类与外星人的接触将使得宗教与科学之间的文化冲突变得越来越明显。比如说，片中通过多个角度讨论了神是否存在这一关键问题。片中的基督教哲学家帕尔默·乔斯将其对神的情感寄托和信仰，描述为是一种可以与亲眼看到神相提并论的证据，而女主角、天文学家艾丽则表示这只是他个人需要有这种信仰，这种个人的体验、感觉不足以证明任何神的存在。于是帕尔默将他对神的确存在的信念与艾丽对其早逝父亲的爱进行比较，因为她同样无法“证明”自己对父亲的爱。
电影中也描述了对与外星人接触结果的激烈辩论，其中许多辩论都是在影片中的有线新闻网现场辩论节目《交火》和《拉瑞·金直播》中进行的，辩论的话题从来自外太空的讯息是否能够证明神或者外星人是否存在，到这是否又是科学对宗教的一次“逼宫”，就像是一位信徒所说的那样，“代替你同你的神进行交流”。一个宗教团体的领袖甚至从宗教角度质疑建造那台用于与外星人接触的机器的正当性，他表示：“我们甚至都不知道（这些外星人）是否相信神。”之后，在美国本土建成的第一台机器被宗教极端分子使用自杀式炸弹袭击的方式摧毁，因为他相信这台机器的建成对于人类是极其不利的。
虽然在影片的最后的揭露出女主角艾丽头戴的录像装置录下了长达约18小时的信息，这一证据可以从事实上而非仅仅是信念上来支持她的确有经历过这一段“旅程”和接触，但是全片中的几处巧合等迹象导致其真实性受到质疑。导演罗伯特·泽米基斯表示：“电影所试图表示的观点是，（对于外星生命是否存在这个问题）永远都会有一定程度的质疑。”这样的解释也与电影高潮段中所表现的艾丽的“旅程”基本相符：艾丽在自己幼时所画的海滩边见到了早已去世的父亲（对此艾丽相信是因为外星人“下载了她的记忆和想法”的结果）；无论是艾丽最初收到外太空传回的信息的时间，还是之后解码的过程都非常巧合：这段信息正好是在艾丽及其团队开始进入甚大天线阵进行研究工作后不久收到的，并且在甚大天线阵及世界各地的无数科学家经过数星期的努力仍无法顺利破解后，又正好是被艾丽唯一的赞助人，身患癌症命不久长的S·R·海登顺利解码。
在影片的结尾，艾丽发现自己也置身于一个以往只会轻视和怀疑的处境：尽管自己心中非常确信，但面对普遍的怀疑又无法提供任何证明。她自己也在听证会上承认作为科学家，如果异地而处，自己也会深表怀疑。
罗伯特表示，他通过这部电影所希望表明的观点是，科学和宗教并不一定总是对立，而完全可以共存。片中作为科学家的艾丽与作为神学家的帕尔默走到了一起，以及帕尔默对这段“旅程”的确发生过的接受态度，都表明了宗教与科学并不是那么不可调和。片中还有一处细节再次证明了这一点：在一次采访中，主持人问及艾丽为什么会那么敢于接受并热心推动机器的建议，这其中充满了未知的危险。而艾丽的回答，就是一种信念，选择相信设计这一机器的外星生命“知道他们在干什么”。

## 上映发行

### 票房/家用录像带
《超时空接触》于1997年7月1日在加利福尼亚州洛杉矶的韦斯特伍德剧院举行了首映式。影片于1997年7月11日开始正式在美国的1923家电影院上映，首周票房收入达2058万4908美元，最终在美国本土的票房就突破1亿美元大关，其他国家则收入7020万美元，全球总票房1亿7112万美元。1997年12月，《超时空接触》发行了VHS录像带，录像带出租带来了4900万美元入账。华纳家庭录像公司也于当月晚些时候发行了该片的DVD，其中包含有分别来自导演罗伯特·泽米基斯、制片人史蒂夫·斯达克、视觉效果监制肯·拉尔斯通、史蒂芬·罗森堡（Stephen Rosenbaum）和女主角扮演者朱迪·福斯特的3条评论音轨。.
电影的成功也让卡尔1985年出版的小说迎来了新的销售生机，该书于7月27日重新登上《纽约时报》畅销书榜直至9月21日。
2009年10月6日，本片的蓝光影碟正式发布。

### 评论分析
《超时空接触》上映后受到了来自评论界的好评，根据烂蕃茄收集的62份专业评论文章，其中39篇给出了“新鲜”的正面评价，“新鲜度”为63%，平均评分为6.8分（满分10分）。而Metacritic网站则根据22份评价计算出了62分的平均得分（满分100分）。《芝加哥太阳报》影评专栏作家罗杰·艾伯特给予了本片很高的评价，他认为《超时空接触》完全可以与史蒂文·斯皮尔伯格1977年的推出的《第三类接触》并列为好莱坞历史上关于外星生命最具研究价值的电影作品。他在文章中写道：“像《超时空接触》这样的优秀电影正好解释了为什么《独立日》留给我的只有空虚和不满”。2011年12月21日，罗杰将《超时空接触》收入他的“杰出电影收藏榜”中。
《洛杉矶时报》评论专栏作家肯尼斯·图兰在其专栏文章中写道，《超时空接触》中包含了比其它电影更丰富的哲理，不过他也相信《超时空接触》“仍可满足那些只是打算娱乐放松一把的观众”。在线影评人詹姆斯·伯拉尔丁内里则称《超时空接触》是“1997年最优秀的电影之一，它强有力地证明了好莱坞仍然有能力创造奇迹！”他还认为影片可以与斯坦利·库布里克1968年推出的《2001年漫游太空》一样被认为是历史上最经典的科幻电影。《旧金山纪事报》的米克·拉塞尔则表示他非常喜欢电影的前一个半小时，但他感觉导演罗伯特·泽米基斯有些过分看重视觉特效，而不是将故事主体中的戏剧张力逐渐凝聚并在最后的高潮中爆发出来。《华盛顿邮报》的丽塔·肯伯利（Rita Kempley）则给予本片较为负面的评价：她不喜欢影片的叙事基调，并将之描述为“基于神与科学之间的一场说教味十足的辩论”。

### 获奖
在第70届学院奖角逐中，本片获音效奖提名，但最终不敌詹姆斯·卡梅伦执导的灾难片《泰坦尼克号》。朱迪·福斯特则获得了第55届金球奖最佳电影女主角奖（正剧类）提名，但最终也败给了主演《布朗夫人》的朱迪·丹奇。不过，《超时空接触》击败了《第五元素》、《黑衣人》、《太空战士》和《千钧一发》获得了雨果奖最佳戏剧表现奖。朱迪·福斯特也获得了第24届土星奖最佳女演员奖，片中扮演童年艾丽的小演员简娜·马龙（Jena Malone）也获得了最佳年轻演员奖。导演罗伯特·泽米基斯、编剧詹姆斯··哈特和迈克尔·戈登伯格，作曲家阿兰·席尔维查以及视觉效果监制均得到了提名。《超时空接触》获最佳科幻电影奖提名，不过最终败给了《黑衣人》。
美国影艺协会百年电影史系列评选名单：
- AFI百年电影史百大惊悚电影 – 提名[45]
- AFI十大类型十大佳片 – 科幻类提名[46]

## 争议

### 比尔·克林顿
1997年7月14日，《超时空接触》在美国上映3天后，华纳兄弟收到一封来自白宫法律顾问查尔斯·鲁夫的抗议信。抗议电影《超时空接触》中所出现的时任美国总统比尔·克林顿的数字合成图像。信中并没有明确要求导演罗伯特·泽米基斯和发行商华纳兄弟公司重新剪辑或道歉的条款，但称其将克林顿合成在片中的作法“失当”。这之后，白宫也并没有采取任何进一步的法律行动，白宫法律顾问只是通过这一方式提醒好莱坞今后应该避免再次未经授权擅自使用总统肖像。信中还提醒导演罗伯特，白宫对总统肖像使用的官方政策是“禁止通过任何方式将总统与任何商品及有偿服务联系起来”。
一位华纳兄弟公司的发言人之后解释道：“我们感觉自己在这个问题上对白宫是完全坦诚和公开的，他们看到了剧本，电影完成时也通知了他们，我们也提前通过书面形式告知了他们影片将于7月11日上映，而7月2日他们就已经确认收到了我们的书面通知。”不过，华纳兄弟公司也承认他们的确没有以正式途径告知白宫电影中会直接合成使用克林顿总统的肖像。之后白宫律师评价道，模仿和讽刺都受到联邦宪法第一修正案的保护，而白宫新闻发言人麦克·麦库瑞则表示相信“总统的形象应该只属于他个人，而（像在这部电影中）这样合成使用，会极易导演观众误以为他说了那些其实并没有说过的话。”

### 有线新闻网
在白宫的抗议信后不久，有线新闻网总裁兼首席执行官汤姆·约翰逊声称尽管有线新闻网和华纳兄弟公司均为时代华纳集团旗下公司，但在事后来看他相信让包括拉瑞·金、伯纳德·肖等13位有线新闻网节目主持人或播音员出现在这部电影中是一个错误。他还补充道，电影《超时空接触》通过这些主持人的存在“制造出一种我们为时代华纳所操纵的印象，而这模糊了（有线新闻网与时代华纳之间的）界线”。有线新闻网接下来也改变了他们今后电影中的政策，即要求所有潜在可能的出场需要有所谓伦理道德小组的审议。

### 法律诉讼
之前参与过本片最初发展工作的导演乔治·米勒试图以违反合同为名起诉制片公司，但没有成功。
1996年12月28日，正值电影拍摄期间，著名电影制作人弗朗西斯·福特·科波拉向法院起诉卡尔·萨根和华纳兄弟公司，而卡尔已在一星期前去世。弗朗西斯声称卡尔的小说是以一个1975年名为《第一类接触》的电视特别节目为基础而写出来的。根据当时的协议，他与卡尔和两家制作公司将共同分享该节目的收益，包括之后卡尔所写的小说。这个电视节目从未实际制作过，不过在1985年，小说《超时空接触》就发行了，并且华纳兄弟公司打算将之改编为电影。弗朗西科要求获得至少25万美元的补偿金，并且禁止电影的拍摄和发行。
1998年2月，洛杉矶高等法院法官里卡多·托瑞斯（Ricardo Torres）驳回了科波拉的诉讼请求。虽然他同意有关卡尔·萨根的确违反了契约中的某些条款，但他解释道，卡波拉过了太长时间后才提起诉讼，该合同可能已经不像最初订立时那样还能够强制执行。科波拉立即向加利福尼亚州上诉法院提出了上诉，2000年4月，加利福尼亚州上诉法院同样因其起诉时间太迟而驳回了其上诉。法院指出，直到1994年原告才想到要发起诉讼。

### 美國國家航空暨太空總署
片中美國國家航空暨太空總署的科学家在女主角艾丽出发前往未知领域进行接触前给了她一颗氰化物胶囊用于自杀，这一情节无论是在电影拍摄期间还是正式上映后都引起了不少争议。电影的美國國家航空暨太空總署顾问杰拉尔德·D·格里芬坚持表示，美國國家航空暨太空總署从来没有给过任何宇航员这种药物“以防万一”，并且如果真的有宇航员打算在外太空自杀，他（或她）只需要切断氧气供应即可。但是，卡尔·萨根坚持认为美國國家航空暨太空總署的确有将这类药物给予每一位升空执行任务的宇航员。导演罗伯特则说，由于这两人的观点完全相反，所以真相如何并不确定。但是他还是在影片中保留了这个自杀药物的情节，因为这样看起来更具悬念，同时也更符合卡尔·萨根的意图。

## 影響
《超時空接觸》在恩斯特·克萊恩創作的2015年科幻小說《一級艦隊》中被提及。

## 扩展阅读
- Keay Davidson. . New York City: John Wiley & Sons. 1999. ISBN 0-471-25286-7.